# Димитрије Кантакузин
За чланак о морејском деспоту, погледајте Димитрије I Кантакузин.
Димитрије Кантакузин (око 1435. — крај 15. века), српски средњовековни песник и преводилац грчког порекла. Класично образован, преводио Пиндара и Есхила са старогрчког и велики број молитава са средњовековног грчког језика.

## Животопис породице Кантакузин
O браћи Кантакузинима или Кантакузиновићима знамо из једног поменика, вероватно новобрдског, који је доцније унет у пећки поменик 16. века (био у збирци Љуб. Ковачевића, изгорео у Народној библиотеци у Београду током бомбардовања града 1941. год.). Поменик Кантакузиновића је био поменик живих, a не мртвих, што се види из помена њихових жена са световним именима, a за једну од њих се поуздано зна да се после „помора“ покалуђерила. У поменику је Дмитар пре Јање, a то је сведочанство да је био старији брат. Кад је дошло до „помора“, Дмитар се не помиње, већ Јања c браћом, синовима и унуцима. То се може тако тумачити да је Јања био главни кривац, или да се Дмитар некако оправдао, односно, откупио (зна се за једног Јањиног сина, Василија, да је, са својим сином Димитријем, пуштен из турског затвора, c тим да за пет година сакупи и исплати четрдесет хиљада златних дуката), или да је Дмитар умро пре „помора“.
Дмитар и Јања се у поменику називају Кантакузиновићи. То потврђује да су били синови неког Кантакузина, свакако оног који је био у Новом Брду цариник (закупник царина) и који се помиње 1442–1445. године. Са Дмитром се у поменику помиње и његова жена Јела, a са Јањом жена Јефросина. Затим су у поменику друга двојица браће, такође са женама, Алекса са госпођом Филипом и Ђурађ c госпођом Томаидом. Поменик се завршава Дмитром „с братијом и c подручјем јего“. Димитрије је дакле син једног од четворице Кантакузина.
За Алексу Кантакузина „di Novo burgo“ имамо података и код Андреје Анђела у његовом спису Genealogia d' Imperatori romani et Constantinopolitani et de regi principi... (први пут штампан 1551. год.). Ту се бележи да је Алекса (који се звао и Адам) био ожењен Филипом, својом рођаком, ћерком Ђорђа Кантакузина. Кад је Ђорђа и његове синове Дмитра и Јању погубио турски цар („il gran Turco“), Филипа је отишла у Солун и замонашила се у манастиру свете Теодоре.

## Боравак у Новом Брду
Поред свог оца Кантакузина Димитрије је живео у Новом Брду за време прве турске владавине у том важном рударском средишту (1441—1444), a и после успостављања српске власти. Било му је око 34 године, кад је у Новом Брду избио устанак против Турака. Тада, по старим српским летописима, „оборише Турци Ново Брдо“ и 1444. год. „фервара 11, уторник, плени Таут Изгуровић и пороби и исече Ново Брдо“. „Војску србску“ односно „новобрдску“ Таут исече на Ситници, управо „на Рибарех“ (лево од Ситнице, код Липљана, постоје Рибарске планине, село Рибари и Рибарски поток). Не зна се да ли је Димитрије Кантакузин био у Новом Брду 1455. год. 1. јуна, кад су Турци по други пут и коначно освојили Ново Брдо и када су посекли све најистакнутије Новобрђане, 312 или 320 дечака и младића одвели у јањичаре, a 704 девојке и младе жене међу собом разделили. После турског освајања Ново Брдо погађају и друге велике несреће. Год. 1455/56. било је „смртоносије у Новем Брду“, када „чума (куга) бист по свеј (свој) земљи“. У понедељак 15. октобра 1459. год. „падоше ширине (поткопи) у горњем цеху (руднику) и погибоше многи људи, мнози же (а многи) и не знадоше се“. 11. априла 1467. год. „бист преселеније граду Новому Брду у Цариград и по всех (по свима) пределех поморских“. Год. 1467/68. било је ново „смртоносије у граду Новом Брду и инуде“ (другде). A од 1461. године у Новом Брду се помиње Димитријев брат Јања.
Све је то учинило да крајњи песимизам овлада у Димитрију Кантакузину. Његови стихови су искрени, проживљени иако не сасвим, јер у њима има општег средњовековног туђења од овог света и опредељивања за небеско царство.

## Живот

### Порекло и младост
Димитријев отац, чије име је непознато, био је цариник (кесар) у Новом Брду током 1440-их. Његов отац је највероватније био један од Кантакузина који су се населили у Србији након венчања српског деспота Ђурађа Бранковића (1427–1456) и Ирине Кантакузин 1414. године. Димитријева млађа браћа били су Јања, Алексије и Ђорђе. Ново Брдо је било значајан средњовековни српски културни и привредни центар. Био је познат по богатим рудницима сребра који су привлачили домаће и стране рударе. Поред тога, у том граду су боравили многи талентовани српски и бугарски писци и уметници, међу којима су најзначајнији Константин Михаиловић (1430–сп. 1501) и Владислав Граматик (сп. 1456–1479).
Димитрије је рођен 1435. године, у Новом Брду, за време владавине деспота Ђурађа Бранковића. Године 1438. последња слободна српска територија пала је у руке Турака Османлија, предвођених султаном Муратом II. Међутим, и после заузимања Смедерева, последње престонице независне Србије, Ново Брдо се одупирало турској инвазији и одбијало је да капитулира. 1441. године, после више од две године опсаде, Ново Брдо је заузето. Новобрђани су ипак одбијали да признају пораз и одмах су организовали устанак који су Османлије сурово и немилосрдно угушиле. Ново Брдо, иако освојено, остало је још непоражено и наставило је отпор до 1455. године. Те године, после дуготрајног и тешког бомбардовања града, Ново Брдо је коначно капитулирало. Сам султан Мехмед II Освајач је ушао у град и наредио погубљење новобрдског племства. Такође је наредио да се сви војно способни српски мушкарци обезглаве, деца и дечаци пописани су у јањичаре, а девојке и жене тог града да се предају његовим војницима и командантима у робље. Димитрије, тада двадесетогодишњи младић, био је сведок ових сцена анархије, зверства и смрти. Ово искуство је очигледно на њега оставило неизбрисив утисак и постао је опседнут пролазношћу живота и снагом смрти. Смрт је постала свеприсутна мисао и визија, стални пратилац, мучитељ, централна тема и стални мотив његових књижевних дела.

## Служба династији Бранковића
Димитрије је доживео још једно трауматично искуство, према неким хроникама, султан Мехмед II Освајач је погубио неколико чланова породице Кантакузин у Србији; Јања је погубљен у Истанбулу септембра 1477. године, заједно са своја два млађа брата Алексијем и Ђорђем, четири сина и дванаесторо унука, по наређењу султана Мехмеда II. Њихово погубљење није спречила чињеница да су српски Кантакузени (Кантакузини) били у блиском сродству са Ирином Кантакузин (Јерином), женом српског деспота Ђурађа Бранковића који је своју ћерку Мару Бранковић удао за султана Мурата II. Димитрије је некако преживео овај покољ и напустио Ново Брдо. Краће време је живео са султанијом Маром Бранковић, ћерком деспота Ђурађа и деспине Јерине Бранковић (Ирине Кантакузин), удовицом султана Мурата II, и маћехом султана Мехмеда II Освајача, истог султана који је наредио погубљења. После смрти султаније Маре Бранковић 1487. године, Димитрије је напустио Србију и одлази у реон Црног мора код још преживелих рођака. Тамо је и умро, али се не зна тачна година његове смрти.

## Књижевни рад
Под утицајем султаније Маре Бранковић, мошти светог Јована Рилског пренете су из Трнова у новоизграђени Рилски манастир. Боравећи у Рилском манастиру 1469. године, Димитрије Кантакузин је написао биографију Светог Јована Рилског и дирљиву „Молитву Пресветој Богородици“ молећи је за помоћ у борби против греха. Биографија покушава да објасни разлоге пораза хришћана од Турака. Сачувани акростих у његовој „Служби светом Јовану Рилском” указује да је првобитно написан на старосрпском идиому. Његове дирљиве молбе спадају међу најупечатљивије молитве у старосрпској књижевности.
Поред неколико епистоларних дела, Димитрије Кантакузин је написао „Химне Светом Димитрију“ и „Уништење Дакије“.
Димитрије Кантакузин, песник смрти, несумњиво је један од најталентованијих и најоригиналнијих српских средњовековних песника.

## Молитва
Кад дијак Владислав 1468/69. године пише o Димитрију Кантакузину, он говори o његовом „велеразумију“, али ничим не указује на његов књижевни рад. O светом Јовану Рилском у прози и у стиху Кантакузин је писао после 1469. године, после преноса његових моштију. Због свега тога постанак Кантакузинових стихова Сладчајша од меда u с'та (његове Молитве) ставља се у време око 1470. године.
„Благоч'етивејши господин“ Дмитар Кантакузин наредио је дијаку Владиславу да му препише један зборник и овај је његовом „благоплеменствију“ то и учинио 1468/69. године у манастиру Богородичином „в подкрилији Чрније Гори“ (мисли се на Скопску црну гору), осамнаесте године „царствија“ „великаго и самодржавнаго цара мусромањскаго амире Мехмед-бега“ (султана Мехмеда II Освајача, који је по други пут владао од 3. фебруара 1451. до 3. маја 1481. године). Зборник је веома велики, са скоро осам стотина листова (величине: 14x21 cm), на хартији, богато украшен многим орнаментима и иницијалима. Нашао га је Иларион Руварац „у ризници“ карловачке цркве, али се не каже које. Послао га је 1867. године, Ђури Даничићу у Загреб „да се њим послужи“ и Даничић је у I књизи Starina Југославенске академије (1869. године) описао тај рукопис, задржавши се дуже на Животу Константина-Ћирила (исписао је варијанте према Шафариковом издању). Зборник је остао у Загребу и прешао је у својину Југославенске академије (III a 47). Говорећи o Зборнику, Даничић је поменуо и Молитву Димитрија Кантакузина и из ње је донео почетак и крај по рукопису бр. 25. Српског ученог друштва, сада Српске академије наука и уметности. Даничић је још додао, да му је Иларион Руварац писао „да је и он у три рукописа нашао ту молитву“. Мора да је Руварац o Кантакузину и његовој Молитви правио примедбе на свој заједљив начин, кад је Даничић, који је једва то подносио, овако одговорио: „Ја не роним тако дубоко по историји да бих ишта знао o генеалогији Димитрија Кантакузина." Друга Даничићева напомена је много важнија: „Ја не вјерујем да је ону молитву Дмитрову когод превео c грчкога, него мислим да је сам Дмитар писао и српски."
Песма има седамдесет и седам строфа, можда због тога што је то стајаћи број. По народној песми, на Косову је „у Лазе силни Србаљ био, седамдесет и седам иљада“. Или због времена „седморичног и седамтисућног“ које се навршавало.
Најбољи као песник, Димитрије Кантакузин је у овом свом најпознатијем делу показао мајсторство у грађењу српскословенског силабичког стиха. По узору на химне Андреја Критског, Ксантопула, Симеона Метафраста и других славних византијских химнографа, и читано из Псалма Давидових и плачеве ондашњих руских и цариградских књижевника, ово дело, изван круга литургијске химнографије, дуго је живело као монашка медитативна лектира.
За основ узет је рукопис бр. 25. Српске академије наука и уметности (раније Српског ученог друштва). Рукопис је из друге половине XVII века. Занимљиве је и веома важне садржине. У њему су, поред осталог, Речи избрани древних мужиј философ (две изреке су узете из Александриде и наведене као Александрове. затим су донете изреке Плутарха, Димократа, Диогена, Лукијана, Аристотела и др.), онда Стефанит u Ихнилат, Песма смрти, Муке блаженога Гроздија, почетак Мудрости u пророчаствија светог Стефана Лазаревића, Канон покајанија у преводу „от грчскаго извода“ многогрешног Макарија (из 1381/82. год.).
Да је Кантакузин писао стихове на српскосло-венском, па према томе да је тако саставио и Молитву, види се из његових црквених песама у Служби Јовану Рилском, у којима се налази овај акростих: „Похвалу ти, отче Јоане, плету Димитриј.“ Акростих је спроведен, повезује почетна слова у песмама, a није само забележено како акростих гласи што је поуздан знак да су песме у оригиналу, a не у преводу. (Ђорђе Сп. Радојичић)

## Превод на савремени српски језик
- Блудноје моје житије, „Index“ 14 (1959), 18.
- Дела, приредио Ђорђе Трифуновић, Београд, Нолит, 1963.
- Недокучивост је одасвуд; Велико позорје; Молитва за жалошћу, прев Ђорђе Трифуновић, у: Миодраг Павловић, „Антологија српског песништва“, Београд, СКЗ, (1978). стр. 47–50.
- Похвала светом и славном великомученику и победоносцу Димитрију Мироточцу, прев. Ћорђе Трифуновић, „Источник“ 5, Београд (1993). стр. 39–54,
- исто (Похвала светом Димитрију Солунском) у: „Стара српска књижевност (хрестоматија)“, прев. Томислав Јовановић, Београд–Крагујевац, 2000, 150–157.
- Списи Димитрија Кантакузина и Владислава Граматика, приредила Јасмина Грковић–Мејxор, Просвета / СКЗ, 1993, Стара српска књижевност у 24 књиге, књ. 14.
- Молитва Богородици, прев. Томислав Јовановић, у „Стара српска књижевност (хрестоматија)“, Београд–Крагујевац, 2000, 140–150;
- исто (одломак) у: Иво Мунћан: У походе коренима, прев. Ђорђе Трифуновић, Нови Сад, 2001, 132–133;
- Посланица кир Исаији, прев. Томислав Јовановић, у „Стара српска књижевност (хрестоматија)“, Београд–Крагујевац, 2000, 157–175.